# Tramway Granville–Avranches–Sourdeval
| Streckenführung der Tramway bei Pignon Butor |                     |                                                       |                                                       |
| Streckenlänge: | 71 km               |                                                       |                                                       |
| Spurweite: | 1000 mm (Meterspur) |                                                       |                                                       |
| Streckengeschwindigkeit: | 35 km/h             |                                                       |                                                       |
| |                     |                                                       |                                                       |
| \| \| \| Tramway Condé–Granville von Condé-sur-Vire \| \| \| \| 0 \| Granville und Rangierbahnhof (Gare de Triage)[3][4][5] \| Granville und Rangierbahnhof (Gare de Triage)[3][4][5] \| \| \| \| Saint-Pair-sur-Mer \| \| \| \| \| Jullouville \| \| \| \| \| Vallée des Peintres[6] \| \| \| \| \| Carrolles plage \| \| \| \| \| Carolles \| \| \| \| \| Champeaux \| \| \| \| \| Saint-Jean-le-Thomas \| \| \| \| \| Dragey-Tissey \| \| \| \| \| Genêts \| \| \| \| \| Le Fougeray \| \| \| \| \| Vains - Saint-Léonard \| \| \| \| \| Vains \| \| \| \| \| Marcey-les-Grèves \| \| \| \| \| Avranches-Ouest \| \| \| \| \| La Sée \| \| \| \| \| Bahnstrecke Lison–Lamballe \| \| \| \| 33 \| Avranches-État[7] \| Avranches-État[7] \| \| \| \| Tramway d’Avranches zur Strecke Avranches–Saint-James \| \| \| \| \| Pont-sous-Avranches \| \| \| \| \| Tirepied \| \| \| \| \| Vernix \| \| \| \| \| Le Petit-Celland \| \| \| \| \| Brécey \| \| \| \| \| Cuves \| \| \| \| \| Le Mesnil-Gilbert \| \| \| \| \| Chérencé-le-Roussel \| \| \| \| \| Perier-Brouains \| \| \| \| 71 \| Sourdeval \| Sourdeval \| |                     |                                                       |                                                       |
| Strecke (außer Betrieb) |                     | Tramway Condé–Granville von Condé-sur-Vire            | Tramway Condé–Granville von Condé-sur-Vire            |
| Kopfbahnhof Streckenanfang und quer (Strecke außer Betrieb) · Abzweig nach rechts und von rechts (Strecke außer Betrieb) | 0                   | Granville und Rangierbahnhof (Gare de Triage)         | Granville und Rangierbahnhof (Gare de Triage)         |
| Bahnhof (Strecke außer Betrieb) |                     | Saint-Pair-sur-Mer                                    | Saint-Pair-sur-Mer                                    |
| Haltepunkt / Haltestelle (Strecke außer Betrieb) |                     | Jullouville                                           | Jullouville                                           |
| Brücke (Strecke außer Betrieb) |                     | Vallée des Peintres                                   | Vallée des Peintres                                   |
| Haltepunkt / Haltestelle (Strecke außer Betrieb) |                     | Carrolles plage                                       | Carrolles plage                                       |
| Bahnhof (Strecke außer Betrieb) |                     | Carolles                                              | Carolles                                              |
| Bahnhof (Strecke außer Betrieb) |                     | Champeaux                                             | Champeaux                                             |
| Bahnhof (Strecke außer Betrieb) |                     | Saint-Jean-le-Thomas                                  | Saint-Jean-le-Thomas                                  |
| Bahnhof (Strecke außer Betrieb) |                     | Dragey-Tissey                                         | Dragey-Tissey                                         |
| Bahnhof (Strecke außer Betrieb) |                     | Genêts                                                | Genêts                                                |
| Bahnhof (Strecke außer Betrieb) |                     | Le Fougeray                                           | Le Fougeray                                           |
| Haltepunkt / Haltestelle (Strecke außer Betrieb) |                     | Vains - Saint-Léonard                                 | Vains - Saint-Léonard                                 |
| Bahnhof (Strecke außer Betrieb) |                     | Vains                                                 | Vains                                                 |
| Haltepunkt / Haltestelle (Strecke außer Betrieb) |                     | Marcey-les-Grèves                                     | Marcey-les-Grèves                                     |
| Bahnhof (Strecke außer Betrieb) |                     | Avranches-Ouest                                       | Avranches-Ouest                                       |
| Brücke über Wasserlauf (Strecke außer Betrieb) |                     | La Sée                                                | La Sée                                                |
| Kreuzung geradeaus oben (Strecke geradeaus außer Betrieb) |                     | Bahnstrecke Lison–Lamballe                            | Bahnstrecke Lison–Lamballe                            |
| Bahnhof (Strecke außer Betrieb) | 33                  | Avranches-État                                        | Avranches-État                                        |
| U-Bahn-Abzweig geradeaus und nach rechts (Strecke außer Betrieb) |                     | Tramway d’Avranches zur Strecke Avranches–Saint-James | Tramway d’Avranches zur Strecke Avranches–Saint-James |
| Bahnhof (Strecke außer Betrieb) |                     | Pont-sous-Avranches                                   | Pont-sous-Avranches                                   |
| Bahnhof (Strecke außer Betrieb) |                     | Tirepied                                              | Tirepied                                              |
| Bahnhof (Strecke außer Betrieb) |                     | Vernix                                                | Vernix                                                |
| Bahnhof (Strecke außer Betrieb) |                     | Le Petit-Celland                                      | Le Petit-Celland                                      |
| Bahnhof (Strecke außer Betrieb) |                     | Brécey                                                | Brécey                                                |
| Bahnhof (Strecke außer Betrieb) |                     | Cuves                                                 | Cuves                                                 |
| Bahnhof (Strecke außer Betrieb) |                     | Le Mesnil-Gilbert                                     | Le Mesnil-Gilbert                                     |
| Bahnhof (Strecke außer Betrieb) |                     | Chérencé-le-Roussel                                   | Chérencé-le-Roussel                                   |
| Bahnhof (Strecke außer Betrieb) |                     | Perier-Brouains                                       | Perier-Brouains                                       |
| Kopfbahnhof Streckenende (Strecke außer Betrieb) | 71                  | Sourdeval                                             | Sourdeval                                             |

Die Tramway Granville–Avranches–Sourdeval war eine 71 Kilometer lange Meterspurbahn von Granville nach Avranches im Département Manche in der Region Normandie, die von 1908 bis 1935 betrieben wurde.

## Geschichte
Die Strecke wurde ähnlich wie die Tramway Condé–Granville und die Meterspurbahn Coutances–Lessay 1908 eröffnet und bis 1935 von der Société des Chemins de Fer de la Manche (CFM) betrieben.